# Graphium thule
Graphium thule är en fjärilsart som först beskrevs av Wallace 1865.  Graphium thule ingår i släktet Graphium och familjen riddarfjärilar. Inga underarter finns listade i Catalogue of Life.

## Bildgalleri

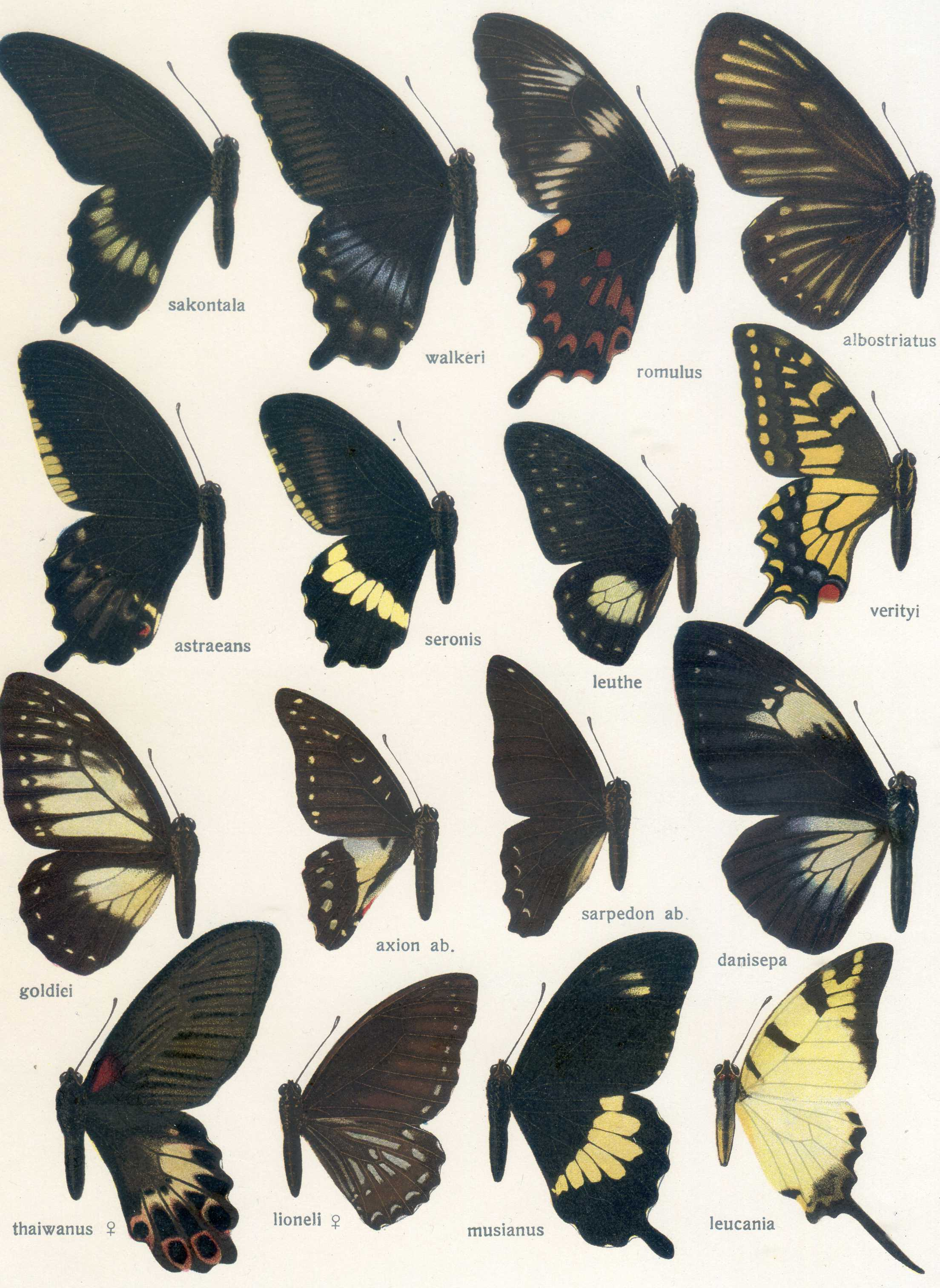
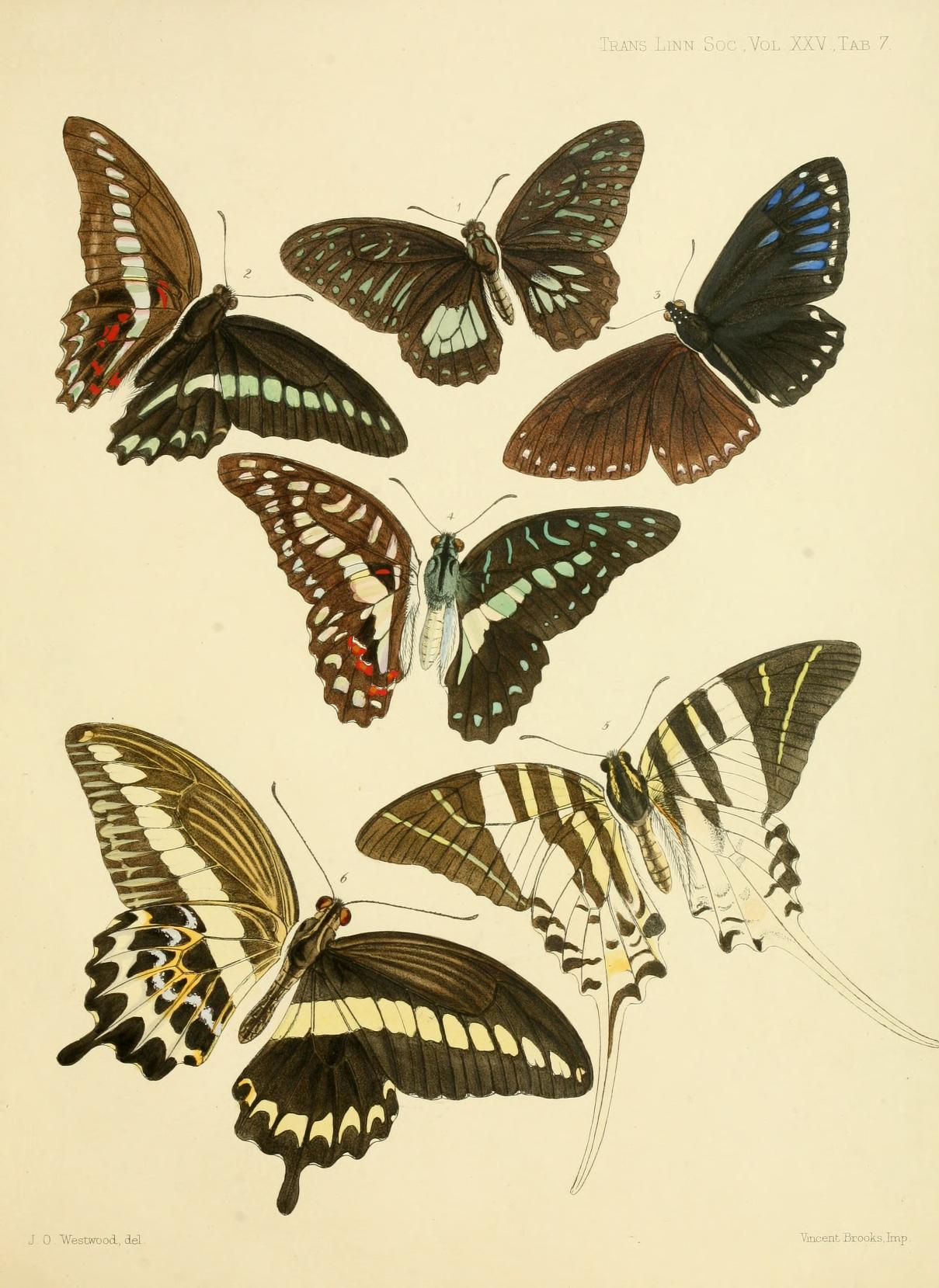